# 脇四計夫
脇 四計夫（わき しげお、1941年（昭和16年）5月9日 - ）は日本の政治家、司法書士。元富山県下新川郡朝日町長（1期）、朝日町議会議員（2期）。

## 来歴
三重県度会郡南伊勢町出身。三重短期大学法経学科夜間学部を卒業後、法務局職員として名古屋市で勤務。富山地方法務局魚津支局長などを歴任。退職後は司法書士として暮らす。
1998年（平成10年）、朝日町長選挙に無所属で出馬するも落選。
2002年（平成14年）、朝日町議会議員選挙に日本共産党公認で出馬し初当選。
2006年（平成18年）、2期目の当選。
2010年（平成22年）5月17日実施の町長選に、日本共産党などでつくる「朝日町を明るくする会」に推され2度目の出馬をした。町長給与3割カットや学童保育の実施などを掲げ、7選を目指した現職の魚津龍一（自民、公明、国民新推薦）を1,170票差で破り当選した。選挙戦では出馬表明が告示の約1ヶ月前と出遅れたものの、現職の多選・ワンマン批判が町民の支持を受け当選につながった。
なお、脇は日本共産党員で、同党員の首長は全国で9人目である。富山県内では初めてである。
2014年（平成26年）5月25日実施の町長選に出馬するも落選。
2015年4月の富山県議会議員選挙（下新川郡選挙区）に日本共産党公認で立候補したが落選。